# Tige radicante
Une tige radicante est un rameau qui court sur le sol, portant à chaque nœud des feuilles et des racines adventives. Elle permet la multiplication végétative de la plante et lui permet d'occuper le maximum de surface dans son environnement. Ces rameaux rampants qui s'enracinent de place en place, ne se séparent pas avec la plante mère, contrairement aux stolons et drageons. Cependant, certains botanistes appellent par extension stolons les organes plus proprement désignés par « tiges radicantes ».